# Phidippus bengalensis
Phidippus bengalensis là một loài nhện trong họ Salticidae.
Loài này thuộc chi Phidippus. Phidippus bengalensis được Benoy Krishna Tikader miêu tả năm 1977.